# Postavový rejdič

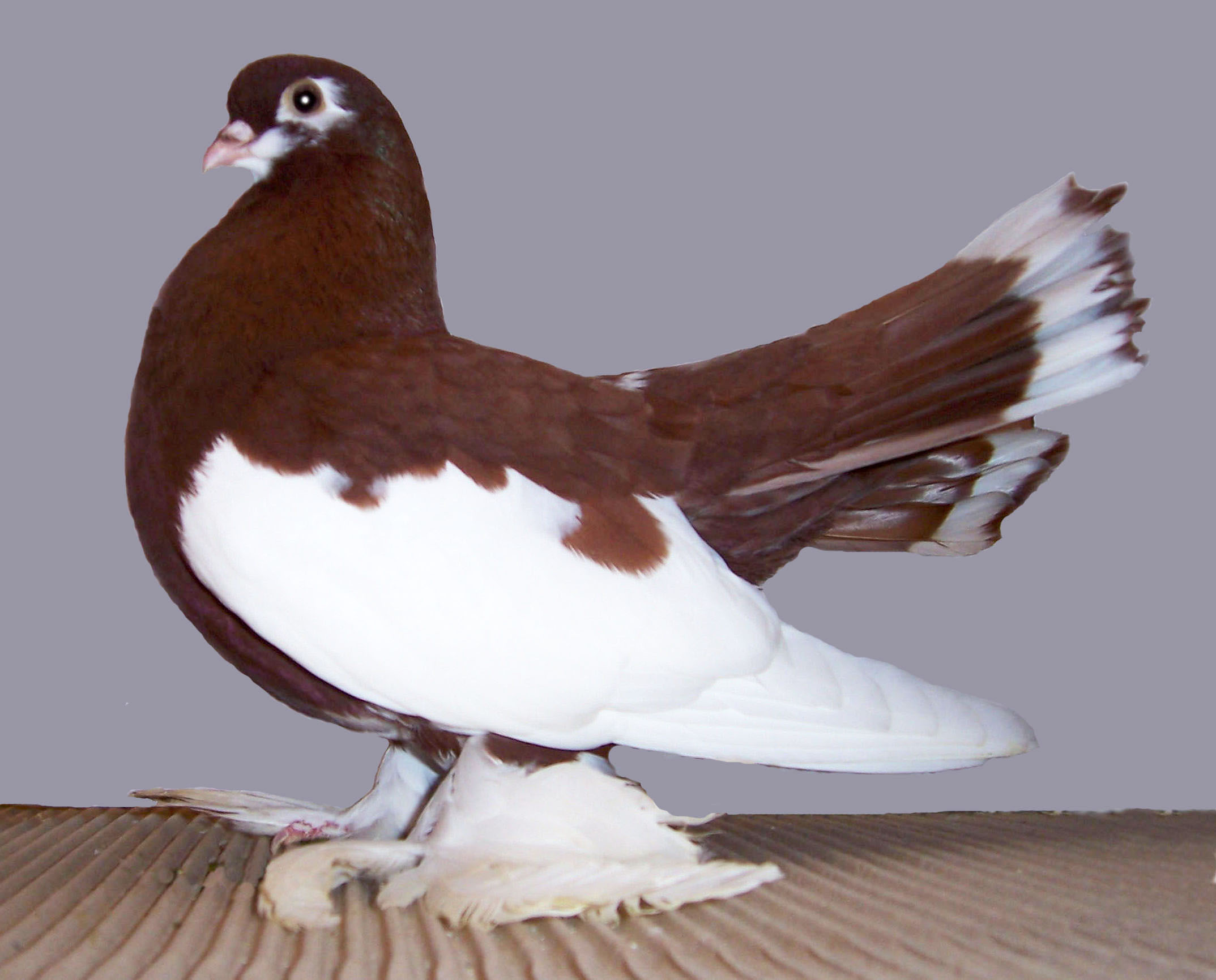
Volžský postavový rejdič

Postavový rejdič je obecné označení pro plemeno holuba domácího patřící mezi rejdiče, které se vyznačuje vztyčeným ocasem, svěšenými křídly a často i potřesem krku. Plemena postavových rejdičů jsou rozšířená především na jihovýchodě a východě Evropy, a v Rusku jsou proto samostatnou plemennou skupinou.
Postavoví rejdiči byli vyšlechtěni většinou jako vysokoletci, sportovní holubi, kteří létají v hejnu do velkých výšek. Prošlechtění na exteriér však většinou vedlo ke ztrátě letových schopností těchto plemen a z postavových rejdičů se stala plemena čistě okrasná.

## Charakteristika

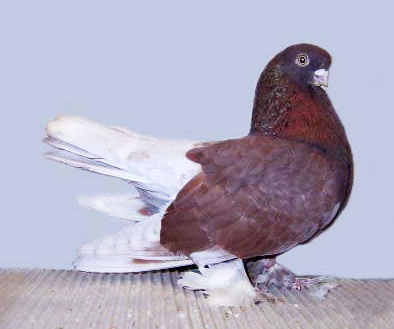
Kazaňský rejdič

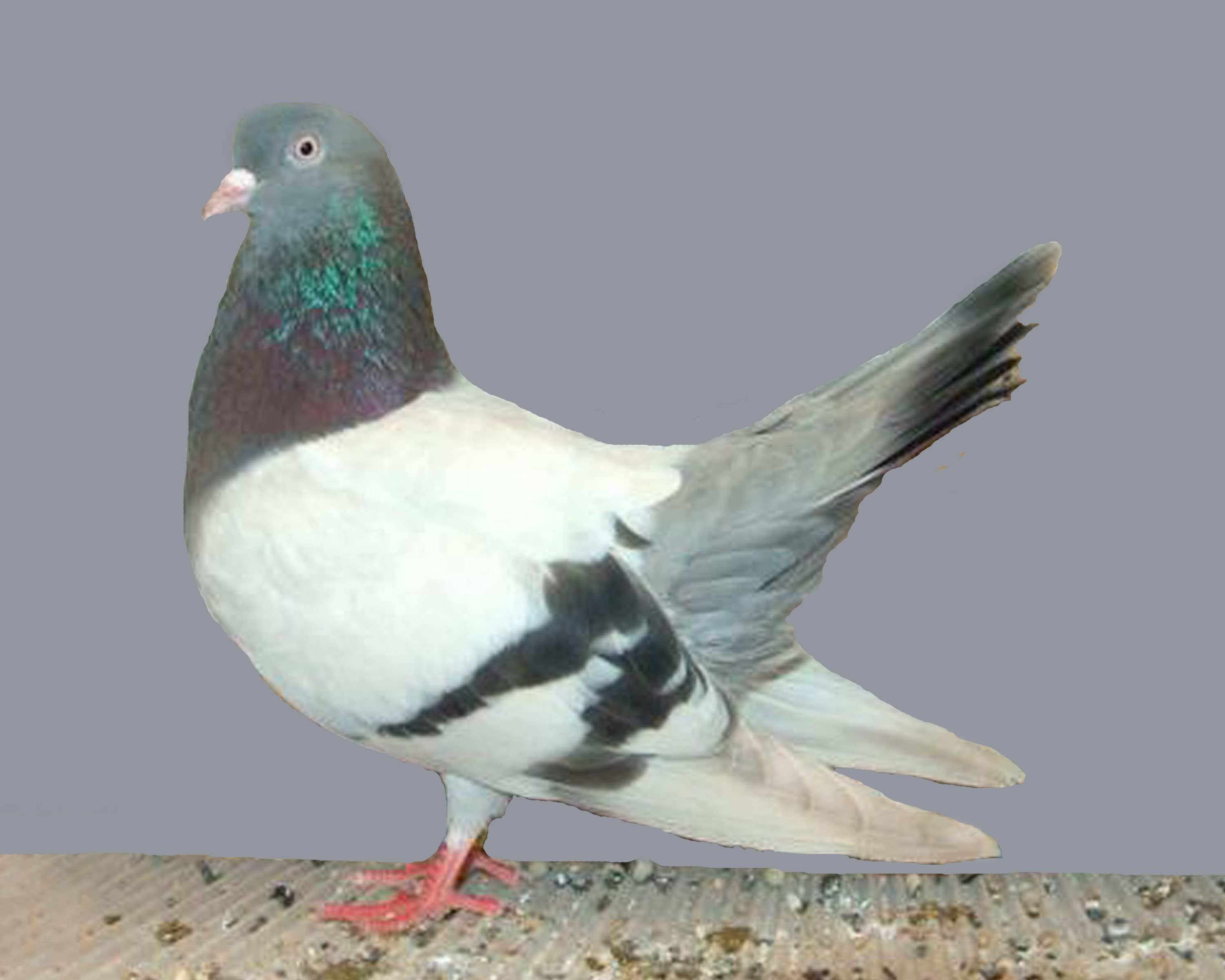
Orientální roler

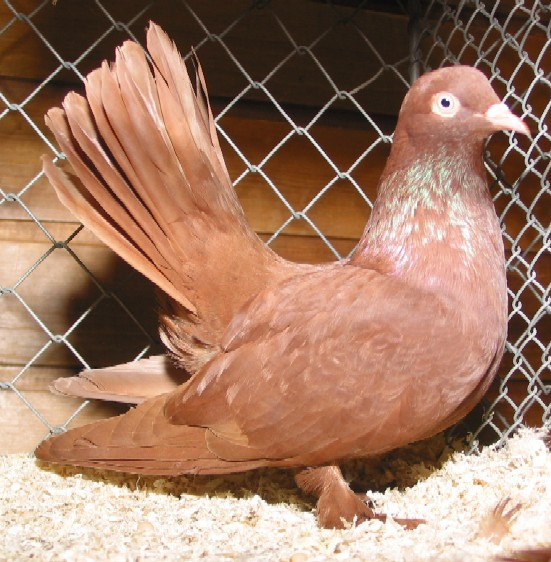
Debrecínský roler

Tato plemena poněkud připomínají neprošlechtěného pávíka. Mají dlouhé, zakloněné a tenké krky, často s potřesem. Tělo je krátké. Křídla postavových rejdičů jsou svěšená, ale jejich hroty se nedotýkají země. Ocas je vztyčený, široký a plochý, nohy jsou co nejkratší a jsou zpravidla opeřené krátkými rousky. Někteří postavoví rejdiči mají i chocholku. Zobák je střední nebo zkrácený.
Nejpůvodnějším plemenem postavových rejdičů je kazaňský rejdič. Značné množství postavových rejdičů pochází z Ruské federace: luganský bílý rejdič, voroněžský bílý rejdič, rostovský rejdič, rostovský běloprsý kačun, orenburský rejdič, taganrožský rejdič, martyn, astrachaňský rejdič nebo subotičský pulsující rejdič. 
Maďarská, rumunská a bulharská plemena většinou nemají potřes krku. Mezi postavové rejdiče lze zařadit temešvárského rolera, debrecínského rolera či pešťského a köroského rejdiče. Poslední dvě plemena jsou bezrousá, stejně tak bukurešťský a craiovský rejdič. Na hranici skupiny postavových a výkonných rejdičů stojí orientální, středoasijský a perský roler.
V seznamu plemen holubů EE spadají postavoví rejdiči do plemenné skupiny rejdičů a vysokoletců. Oficiálně jsou v Evropě uznaná následující plemena:
| číslo | plemeno                              | země původu |
| ----- | ------------------------------------ | ----------- |
| 0849  | Debrecínský roler                    | Maďarsko    |
| 0850  | Orientální roler                     | Německo     |
| 0851  | Perský roler                         | Německo     |
| 0870  | Jejský dvouvrkočatý postavový rejdič | Rusko       |
| 0872  | Severokavkazský postavový rejdič     | Rusko       |
| 0873  | Rostovský postavový rejdič           | Rusko       |
| 0874  | Volžský postavový rejdič             | Rusko       |
| 0962  | Sibiřský postavový rejdič            | Rusko       |